# Museu d'Art de Dallas
El Museu d'Art de Dallas (en anglès: 'Dallas Museum of Art' Dallas) és la principal institució cultural de Dallas. Va ser l'any 1984, 80 ans després de la seva creació, que el museu es va traslladar de Fair Park al centre de Dallas. L'edifici que ara acull la col·lecció va ser imaginat i creat per Edward Larrabee Barnes, guanyador l'any 2007 de la medalla d'or de l'AIA (American Institute of Architects).
El Museu de Dallas té una col·lecció de més de 24.000 obres d'art, des del III mil·lenni aC. fins l'època contemporània. A més de nombroses exposicions, el Museu de Dallas ha desenvolupat una política de mediació ambiciosa, per la qual ha rebut nombrosos premis.

## Història
La història del museu de Dallas comença amb la de la Biblioteca Pública de Dallas, l'any 1901. Després de la inauguració de l'edifici, Frank Reaugh, un artista texà, va proposar la creació d'una sala d'exposició de pintura a la nova biblioteca. Dos anys més tard, Mary Dickinson Exall, presidenta de la biblioteca, va crear la Dallas Art Association amb l'ambició de reunir una col·lecció permanent i oferir conferències i exposicions de qualitat als estetes de Dallas.
El museu es va traslladar diverses vegades a mesura que creixia la seva col·lecció. No va ser fins a l'any 1936, amb motiu del centenari de la independència de l'estat de Texas, que Dallas va poder oferir als seus quadres una residència duradora, al cor de Fair Park. L'edifici va ser dissenyat per un consorci d'arquitectes de Dallas i amb la guia de Paul Cret, arquitecte de Filadèlfia. Encara avui és possible visitar aquest edifici.

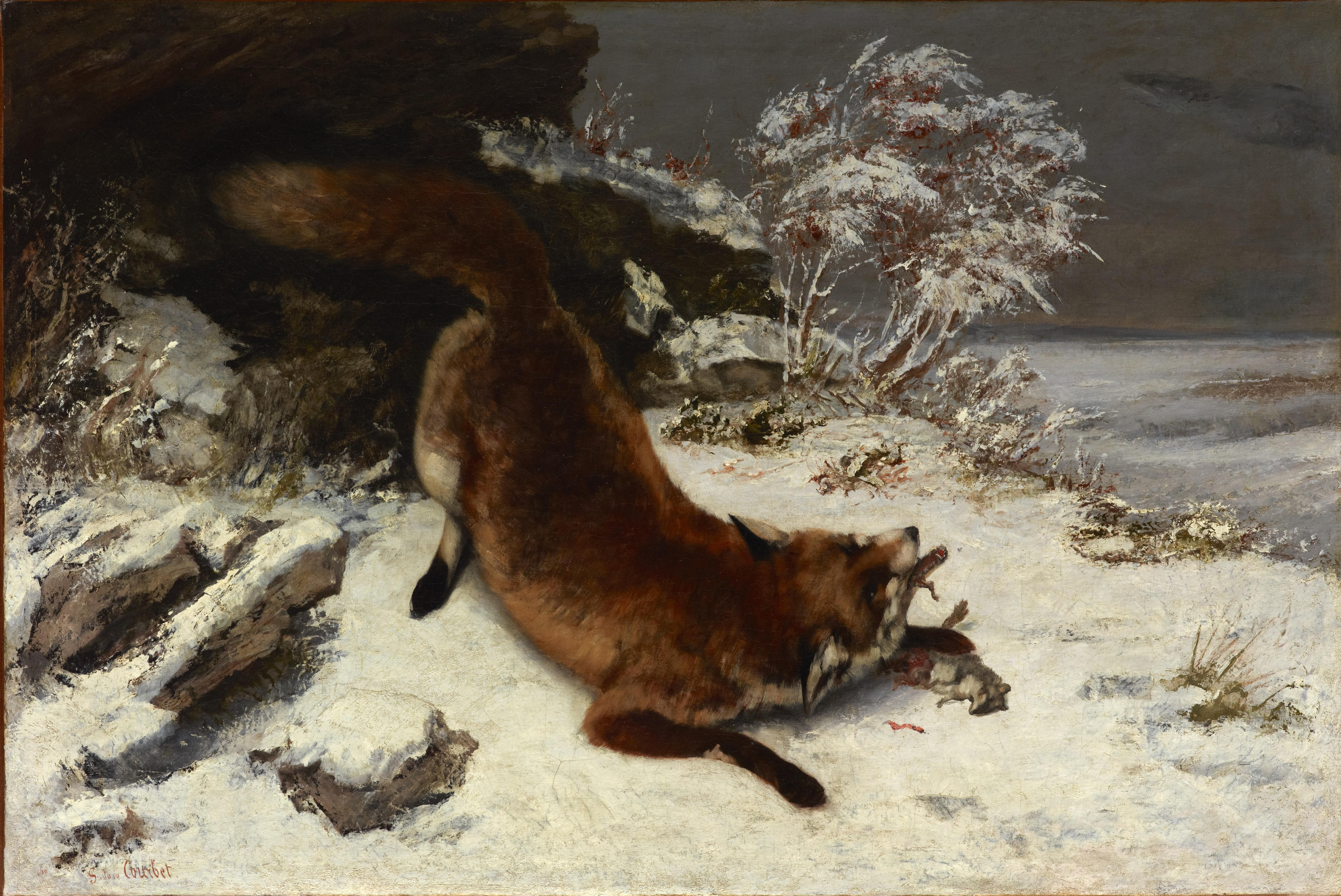
Gustave Courbet, Guineu a la neu, 1860, oli sobre tela, 85,73 × 127,95.

El 1943, Jerry Bywaters va ser nomenat director del Museu de Belles Arts de Dallas. Va mantenir aquest càrrec durant vint anys. Bywaters va ser un artista, professor i crític d'art texà la influència i l'empremta del qual en el museu van ser considerables. Sota el seu lideratge, la col·lecció del museu va créixer molt gràcies a l'adquisició d'obres mestres de l'impressionisme, l'abstracció i l'art contemporani. També es subratlla la identitat texana del museu (avui present a través de les obres d'Alexandre Hogue, Olin Herman Travis o el mateix Bywaters).
El 1963, el Dallas Museum of Fine Arts i el Dallas Museum of Contemporary Art es van fusionar, les dues col·leccions es van convertir en una. El Museu de Dallas, esdevenint el propietari d'una important col·lecció d'obres modernes i contemporànies (i en particular, d'una col·lecció única d'obres de Piet Mondrian), crea en conseqüència nombroses exposicions relacionades amb l'art modern ("L'art de Piet Mondrian","Escultura del segle XX").
A finals dels anys 70, el museu va tornar a sentir la necessitat de traslladar-se per les mateixes raons que abans. Això es fa gràcies a Harry Parker, aleshores director del museu, i a una donació de la ciutat i mecenes (la crida a la generositat es publica sota el lema: "Una gran ciutat mereix un gran museu"). El nou edifici, dissenyat per E. L. Barnes, i rebatejat com "Museu d'Art de Dallas" obre les portes, al cor del que ara s'anomena "Districte d'Art" de Dallas, el gener de 1984.

## Col·leccions
La col·lecció del Museu de Dallas té més de 24.000 objectes.

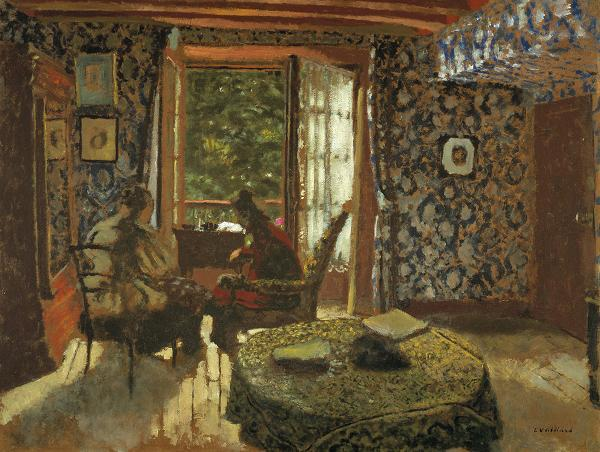
Édouard Vuillard, Interior, 1902, oli sobre tela, 51 × 67.

- La col·lecció d'art mediterrani inclou obres de les civilitzacions egípcia, grega i romana. Entre les seves obres mestres hi ha un baix relleu egipci d'una processó de portadors d'ofrena de la tomba de Ny-Ank-Nesut (2300 aC.); l'escultura grega del segle iv aC, Figura d'un home d'un relleu funerari i l'escultura romana del segle ii aC, Figura de dona.

- La visió de l'art del sud-est asiàtic proposada pel Museu de Dallas va de l'art budista Gandharan del segle II al IV) a l'art de l'Imperi indi mogol segles XV a XIX). El museu és conegut per la seva col·lecció d'art d'Indonèsia, una de les més grans del món.L'Art tibetà, l'art nepalès i tailandès també hi estan representats.

- La col·lecció d'art europeu al Museu de Dallas comença principalment al segle xvii, els representants del qual són Procaccini (Ecce Homo, 1615-18), Pietro Paolini (Concert Bàcchic, 1630) o Nicolas Mignard (El pastor Faustulus portant Ròmulus i Rem a la seva dona, 1654). Canaletto (Vista des de Fondamenta Nuova, 1722), Jean-Baptiste Marie Pierre (L'Enlévement d'Europe, 1750), Claude Joseph Vernet (Mountain Landscape with Approaching Storm, 1775), exemples notables de l'art del segle xviii. El dipòsit de la col·lecció Michael Rosenberg d'art francès del segle xviii amb pintures com Retrat de Pierre-Jean-Baptiste Choudard de François-André Vincent (1789), ofereix una col·lecció especialment rica de l'obra del segle xviii francès.[10] Les darreres compres han enriquit encara més aquesta part de les col·leccions com el gran quadre de Jean-Antoine-Théodore Giroust, La Leçon de harpe, o Erminie et les bergers de Guillaume Guillon Lethière. El museu també destaca per les seves obres dels segles XIX i XX. Entre les obres mestres de la col·lecció hi ha Fredericksborg de Johan Christian Dahl, Le Silence d'Auguste Préault, Le Renard dans la neige, de Gustave Courbet (1860), La Seine à Lavacourt, de Claude Monet (1880), I Raro te Oviri de Paul Gauguin (1891), L'inici del món de Constantin Brâncuși (1920), Les Marronniers ou le Vitrail (1894) i Interior (1902) d'Édouard Vuillard. La col·lecció d'obres de Piet Mondrian propietat del Museu de Dallas és un dels seus principals tresors, gràcies, entre d'altres, al Moulin (1908), a l'Autoretrat (1942), a la Place de la Concorde[11] (1938-43)..

- La col·lecció Wendy i Emery Reves.[12] A principis de la dècada dels années 1980, al Museu de Dallas se li va oferir una donació inusual: la col·lecció de Wendy i Emery Reves. Emery Reves va ser un esteta de gust molt segur i que va saber, durant els anys 1940, 1950 i 1960, reunir una notable col·lecció d'obres impressionistes i postimpressionistes (Édouard Manet, Maurice de Vlaminck, Vincent van Gogh, Pierre-Auguste Renoir, Henri de Toulouse-Lautrec, Edgar Degas, Rodin, etc.). La parella, que incloïa Winston Churchill i Graham Sutherland entre els seus amics, vivia a Villa La Pausa, al sud de França. Aquesta vila, que va ser construïda per i per a Coco Chanel l'any 1927, es va convertir en un dels seus llocs de vacances preferits (va rebre convidats com Pierre Reverdy, Paul Iribe, Luchino Visconti, Salvador Dalí, Jean Cocteau, Greta Garbo i el duc de Westminster). A principis de la dècada dels anys 1980, aleshores vídua, Wendy Reves va proposar al museu de Dallas d'acollir tota la col·lecció que ella i el seu marit havien reunit. Tanmateix, es va emetre una condició: el museu havia de recrear l'interior de la Pausa i exposar les obres tal com estaven en aquesta mateixa vil·la. La nova col·lecció i la nova ala del museu van ser inaugurades el 29 de novembre de 1985 per Harry Parker, director del museu, i Wendy Reves. Aquesta col·lecció conté 1 400 peintures, escultures i dibuixos, així com una important col·lecció d'art decoratiu. Més enllà d'una col·lecció considerable d'art impressionista, la col·lecció Reves és també la col·lecció d'objectes més important que va pertànyer a Coco Chanel. A més, una sala està dedicada a la memòria de Sir Winston Churchill amb diverses pintures, molts llibres i autògrafs i una sèrie de records.

- La col·lecció d'art africà del Museu de Dallas és reconeguda internacionalment, especialment per les seves obres d'Àfrica occidental i central. Va ser desenvolupat principalment a partir de les col·leccions Schindler i Stillman.[13]

- La col·lecció d'art antic americà del Museu de Dallas analitza les civilitzacions sud-americanes durant un període de 3.000 ans. Entre les obres mestres de la col·lecció hi ha objectes d'or des de Panamà fins a Colòmbia i Perú (col·lecció Wise) i el cap del déu Tlàloc (Mèxic, XIV).

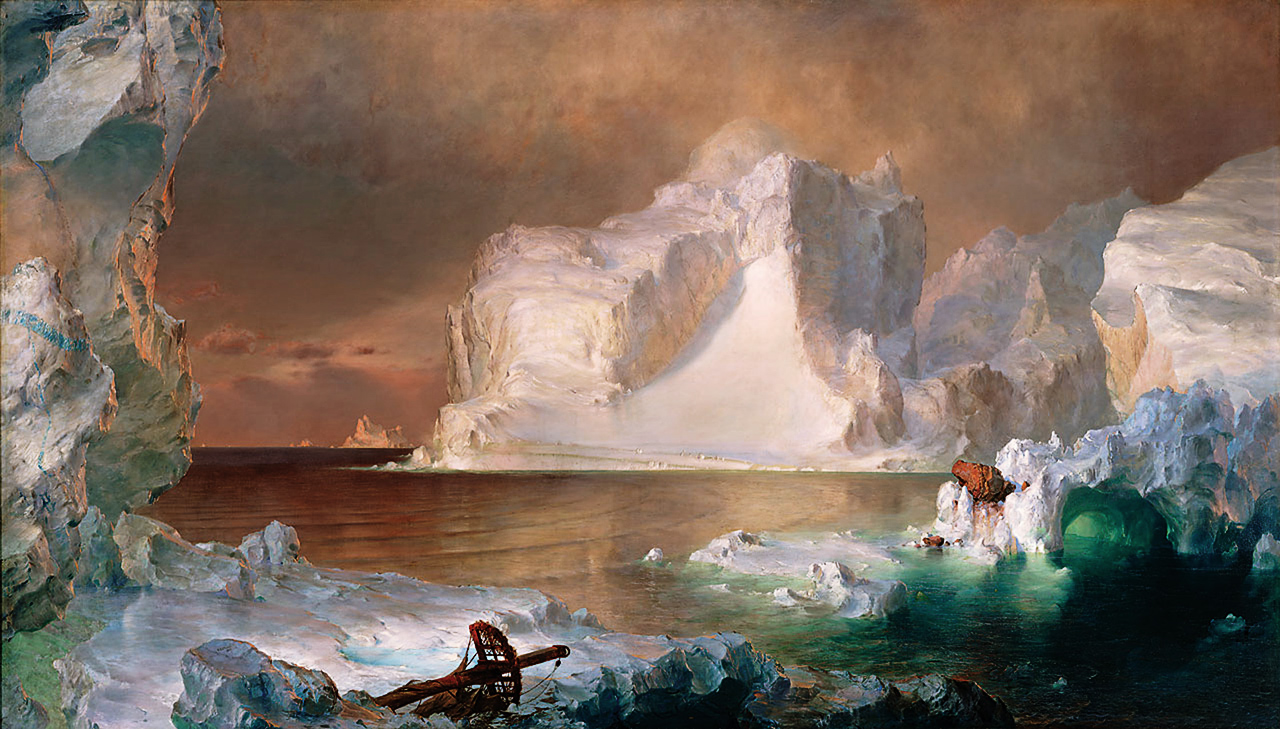
Frederic Edwin Church, Els icebergs, 1861, oli sobre tela, 163,83 × 285,75.

- La col·lecció d'art americà del Museu de Dallas s'estén des de l'art colonial espanyol del segle xviii fins a l'època moderna. Hi estan representats pintors de l'Escola del Riu Hudson, com Thomas Cole i Frederic Edwin Church. La que segurament és l'obra mestra d'aquest últim, Els icebergs (1861) va ser donada al museu l'any 1979 per Lamar i Norma Hunt. Razors and Watch de Gerald Murphy (1924, 1925), Lighthouse Hill d'Edward Hopper (1927) i les tres pintures de Georgia O'Keeffe són algunes de les altres obres importants que s'exhibeixen al Museu de Dallas. El museu també es distingeix per la seva col·lecció d'art texà, representada per Robert i Julian Onderdonk, Alexander Hogue, David Bates, Dorothy Austin, Michael Owen i Olin Herman Travis.

- Tots els grans moviments artístics que es van succeir després de la Segona Guerra Mundial estan representats a la col·lecció del Museu de Dallas: des de l'expressionisme abstracte al Art pop, del minimalisme al videoart. Hi són presents grans (Jackson Pollock, Mark Rothko, Franz Kline, Jasper Johns, Robert Rauschenberg, Bruce Nauman, Robert Smithson, Cindy Sherman…) i artistes emergents. El museu té una col·lecció d'art alemany contemporani especialment remarcable, gràcies a les obres de Gerhard Richter, Sigmar Polke i Anselm Kiefer.

## Esdeveniments comunitaris
L'any 2008, el Museu de Dallas va inaugurar el Center for Creative Connections (el centre de trobades creatives, o C3), un espai de 1.100 m2 que ofereix als visitants experiències lúdiques i educatives. Les exposicions que s'hi presenten inclouen tant obres de la col·lecció permanent com la resposta que aquestes inspiren als artistes i als membres de la comunitat de Dallas.
El Museu de Dallas també va crear altres programes, com ara:
- les Late Nights: un cop al mes, el museu roman obert fins a mitjanit i esdevé un lloc de concerts, projeccions, conferències i activitats per a tota la família;
- Arts i lletres en directe: un cicle de conferències amb autors i actors reconeguts;
- Jazz sota les estrelles: una sèrie de concerts de jazz fora del museu;
- Dijous nit en directe: cada dijous es fa un concert de jazz al museu, que els visitants poden gaudir al bar o al restaurant. També s'organitzen activitats al Center for Creative Connections.

## Obres

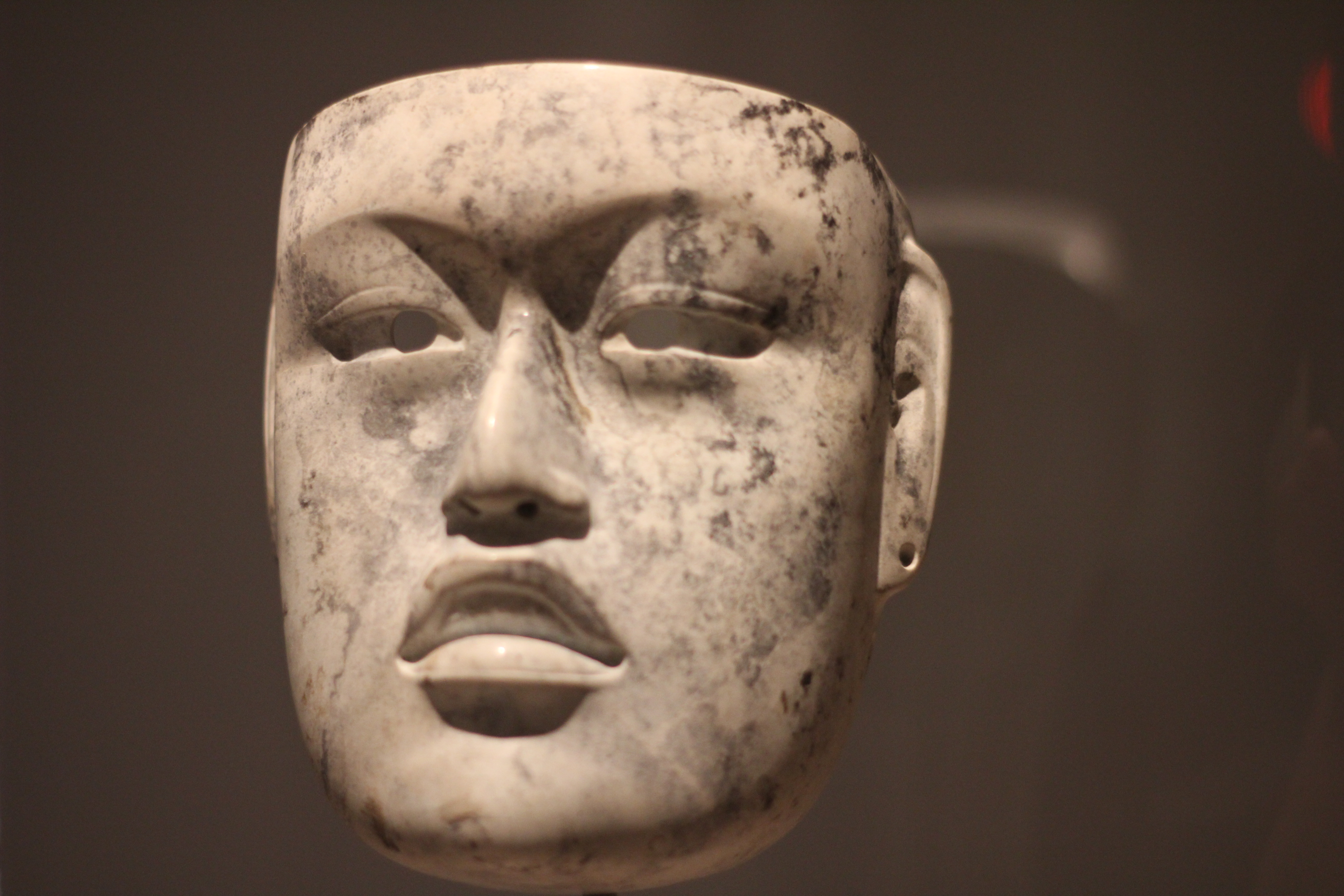
Màscara, Ciutat de Mèxic, Estat de Veracruz, 900-500 aC
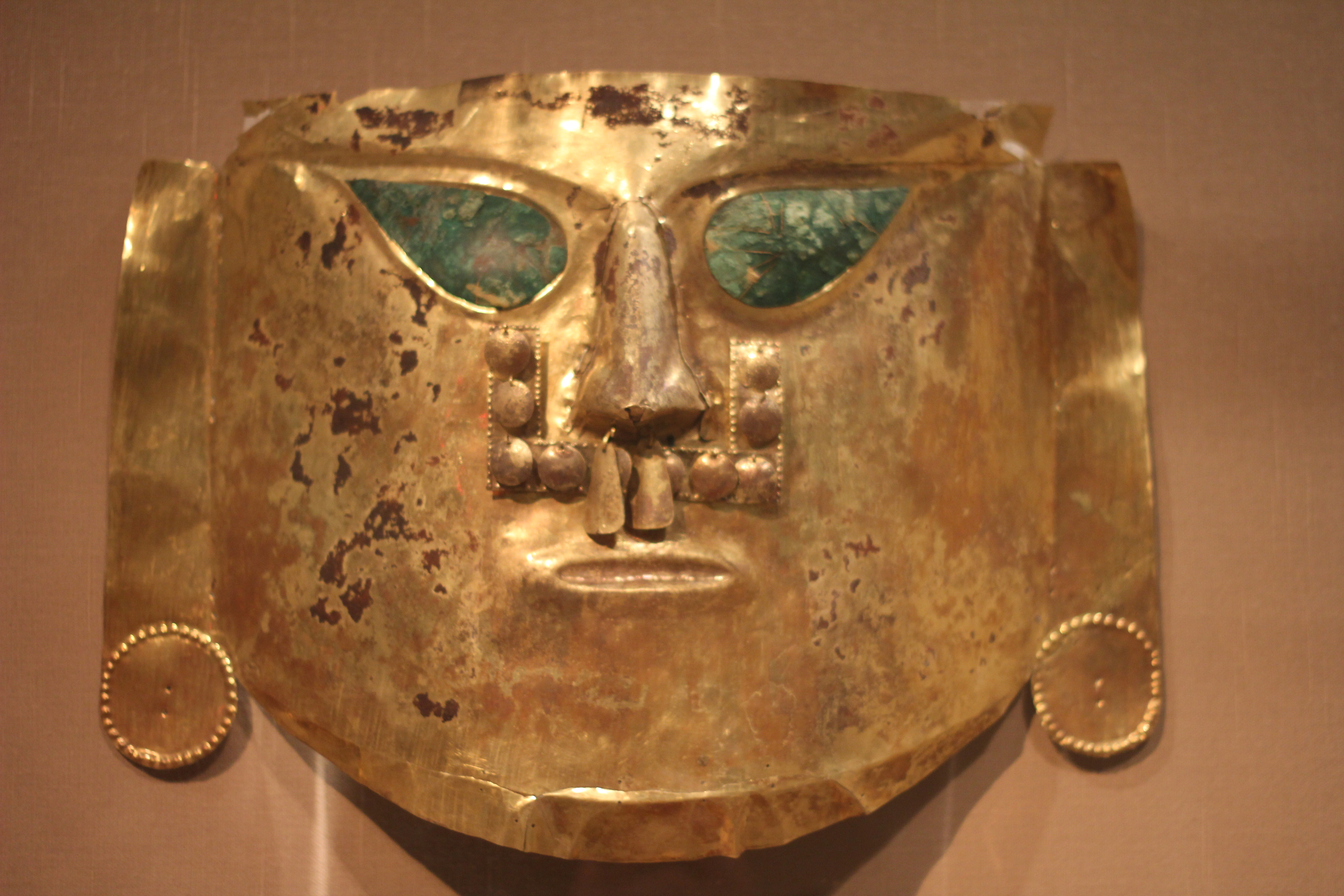
Màscara cerimonial, Perú, vall de La Leche, 900-1100.
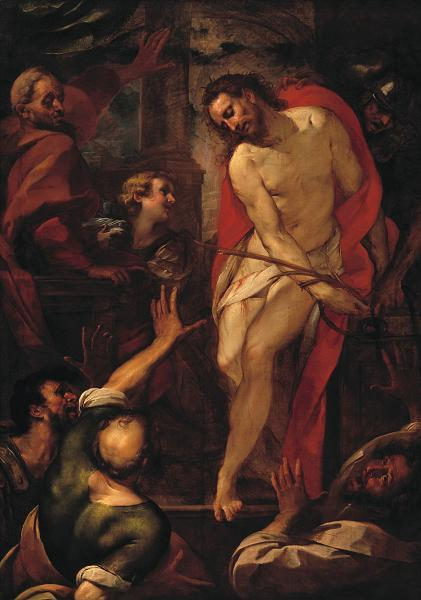
Giulio Cesare Procaccini, Ecce Homo, 1615-1620.
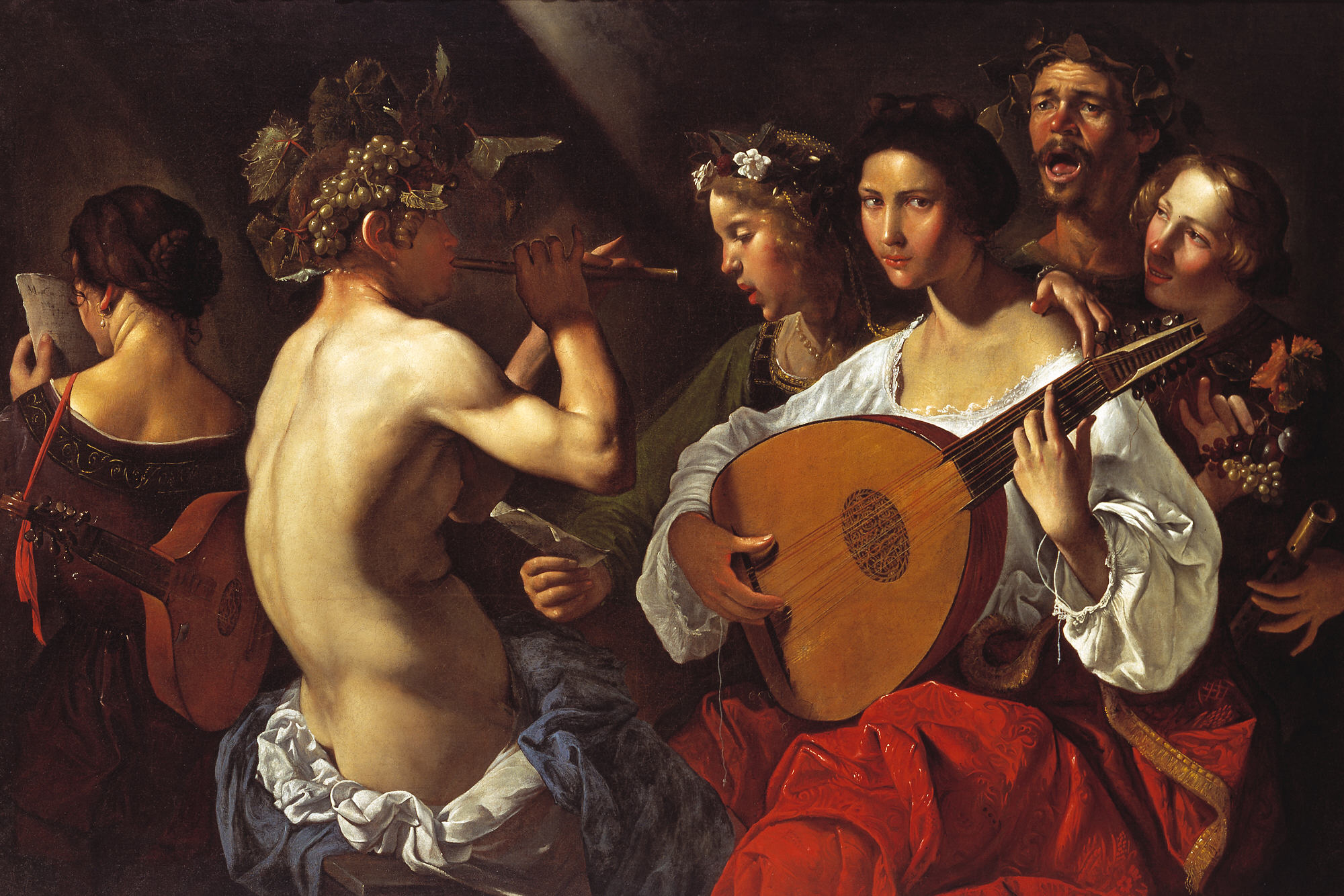
Pietro Paolini, Concert Bàcchic, 1625.
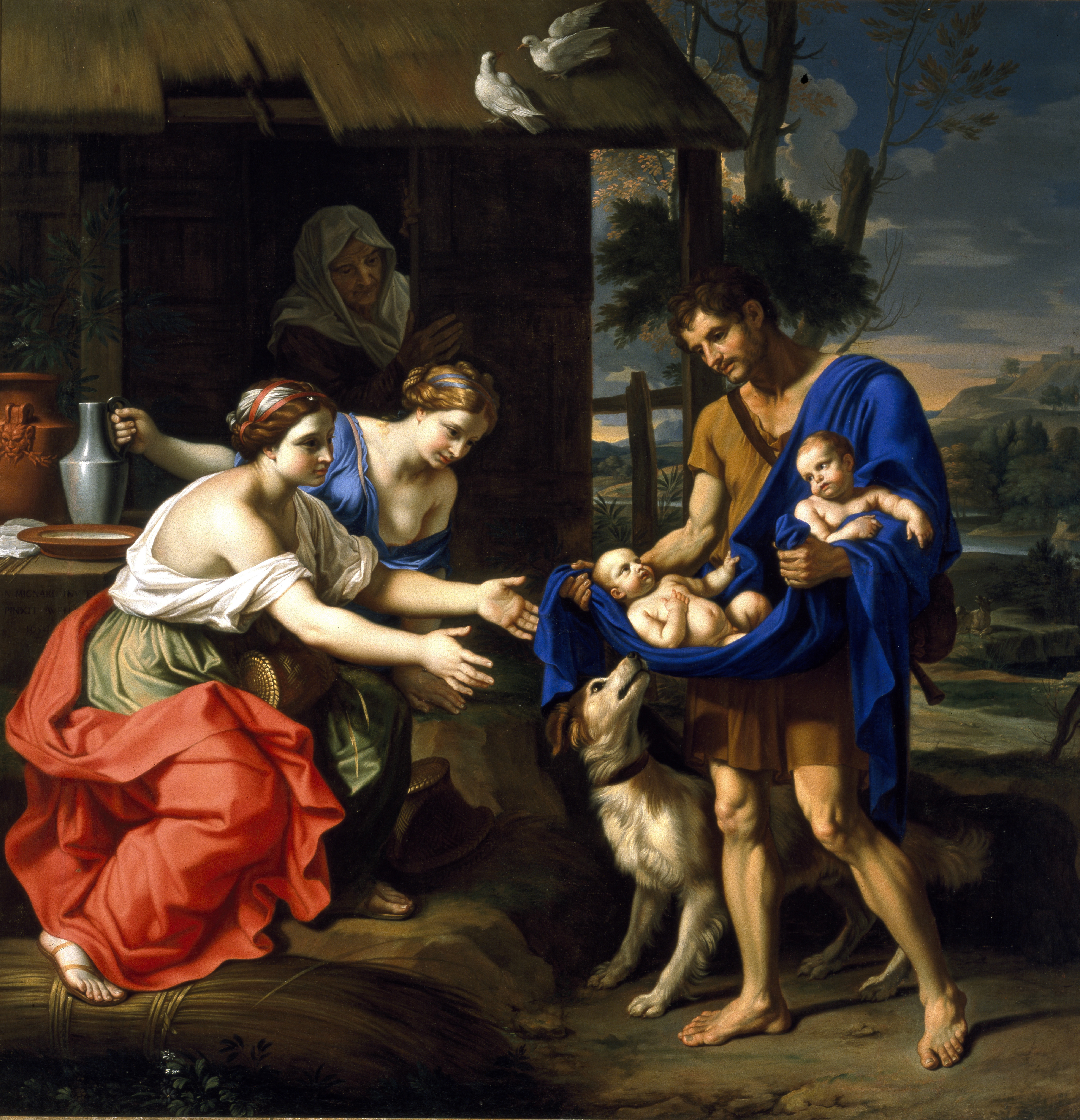
Nicolas Mignard, El pastor Faustulus portant Ròmul i Rem a la seva dona, 1654.
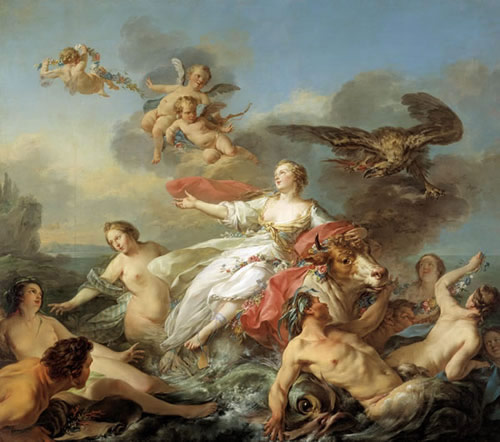
Jean-Baptiste Marie Pierre, Le Rapt d'Europe, 1750.
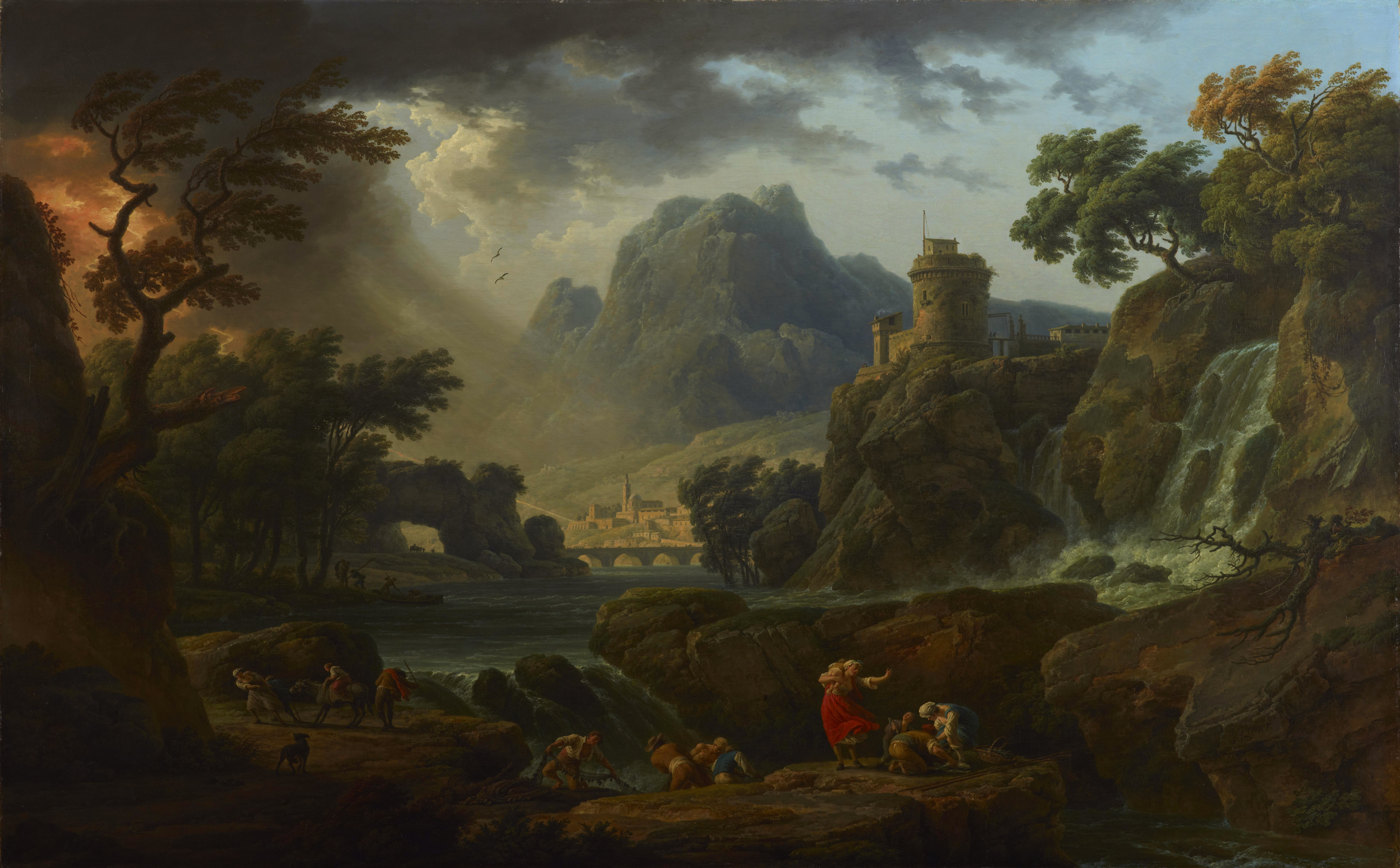
Claude Joseph Vernet, Paisatge de muntanya amb tempesta, 1775.
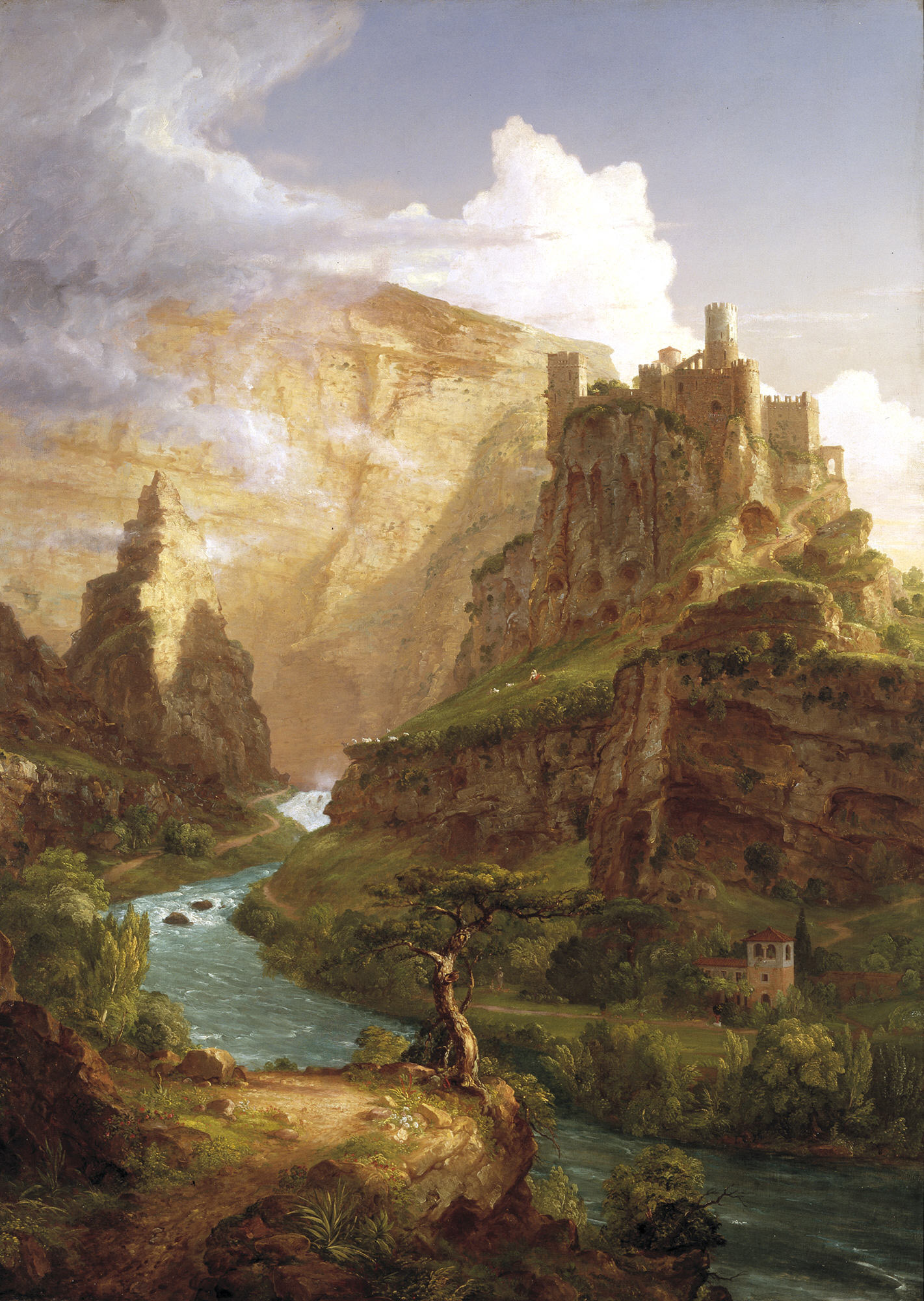
Thomas Cole, La font de Vaucluse, 1841.
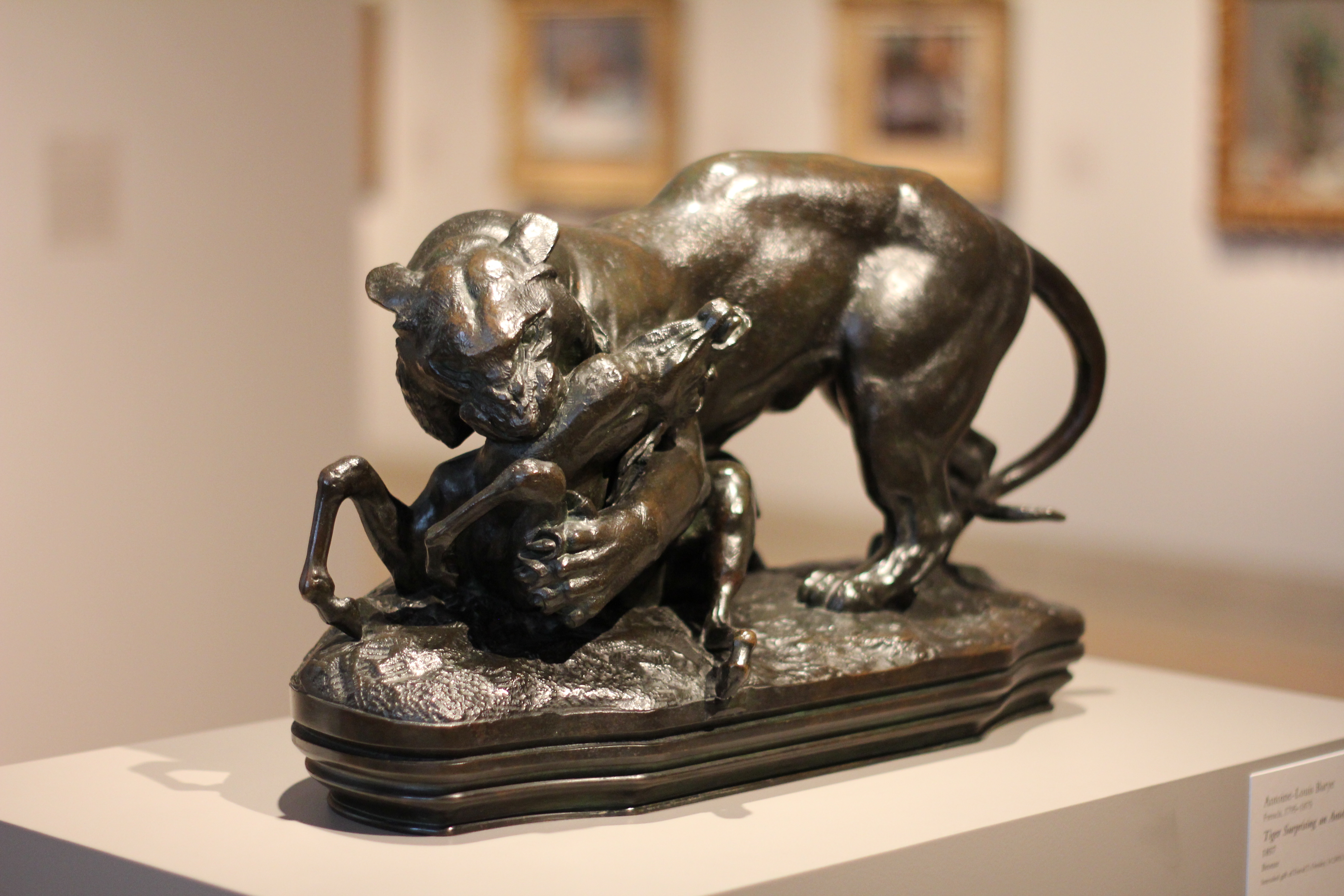
Antoine-Louis Barye, Tigre surprenent un Antelope, 1857.
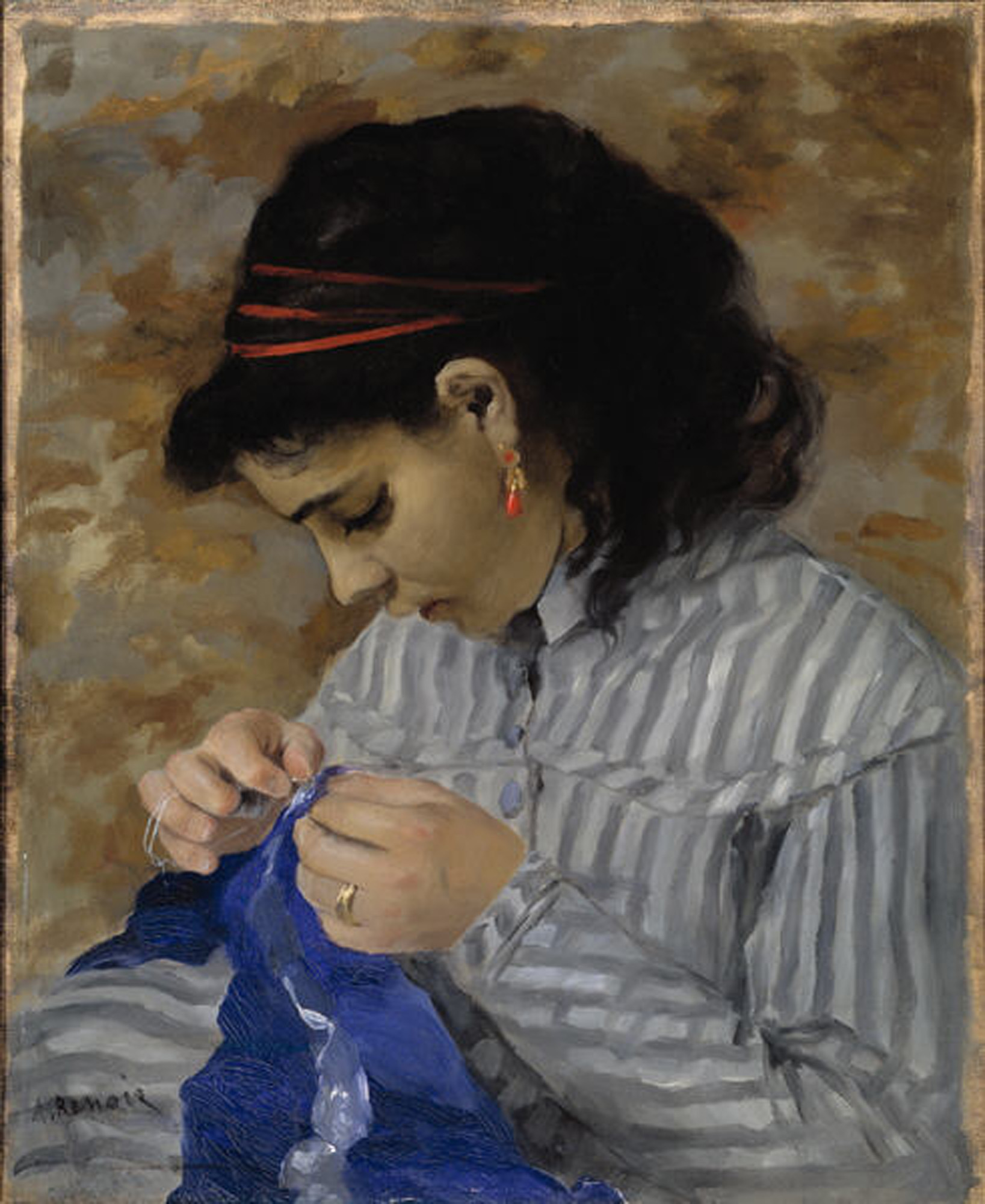
Auguste Renoir, Lise Cousant, 1866.
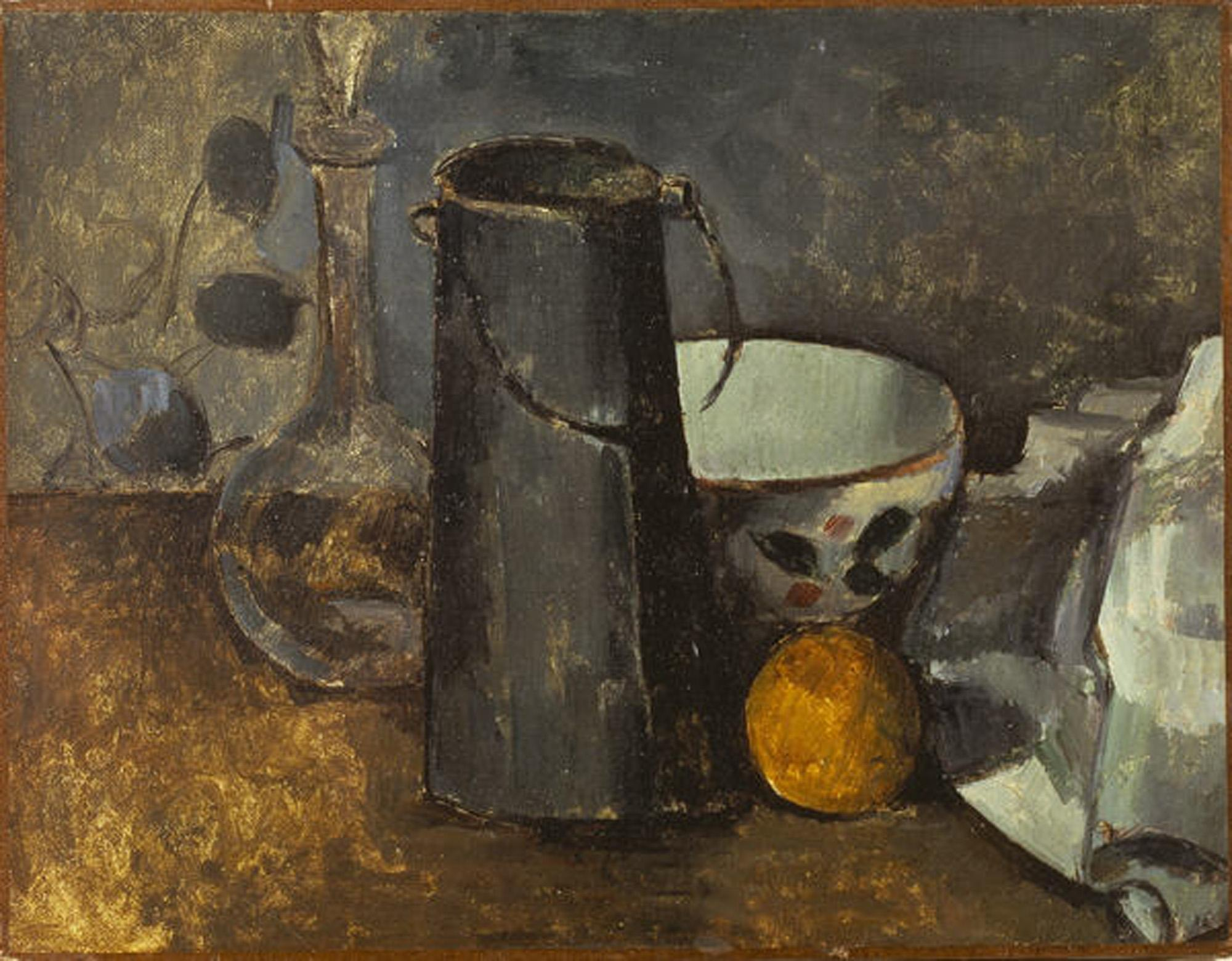
Paul Cézanne, Natura morta amb decantador, ampolla de llet, bol i taronja, 1879-1880.
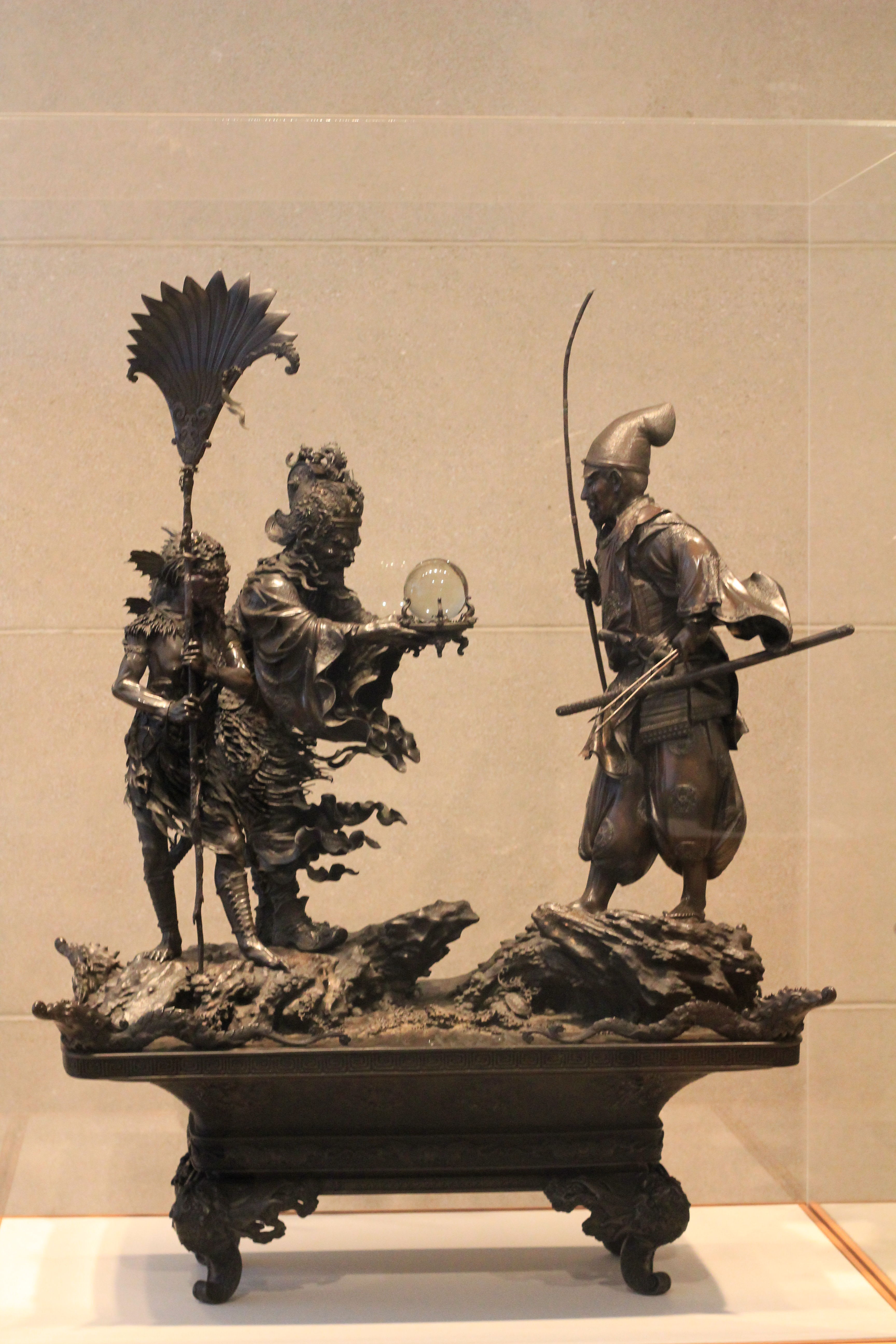
Takenouchi no Sukune coneix el Drac, Rei del Mar, Japó, Era Meiji, 1879-1881.
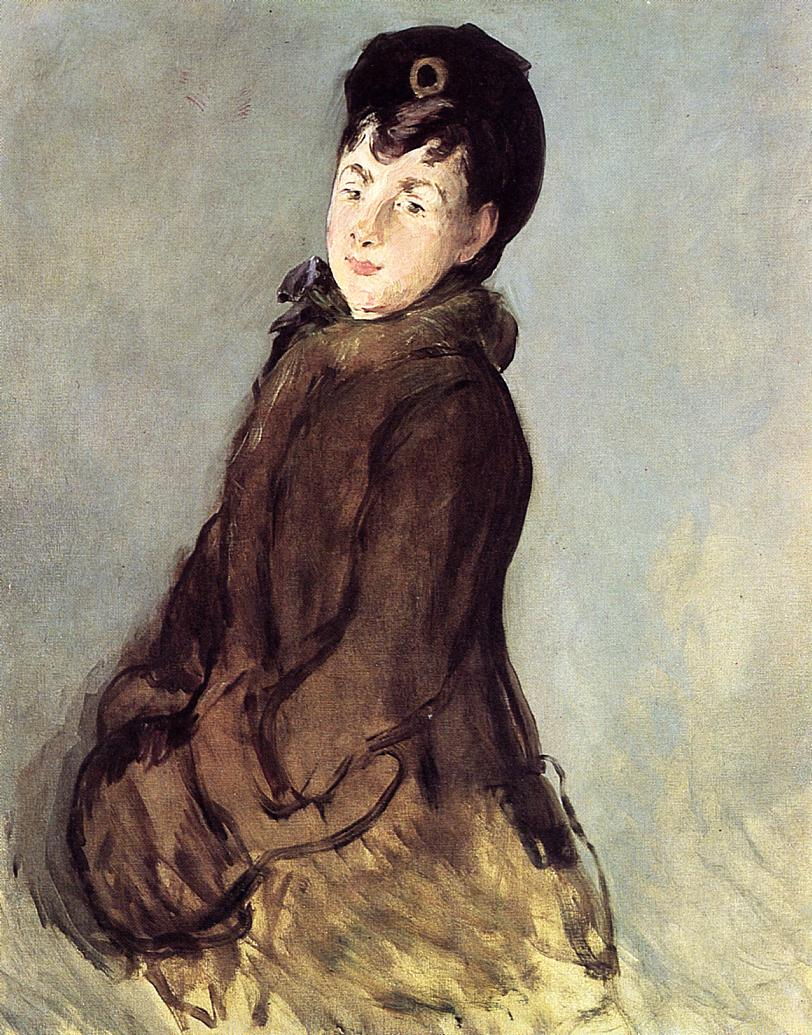
Édouard Manet, Isabelle Lemonnier, 1879.
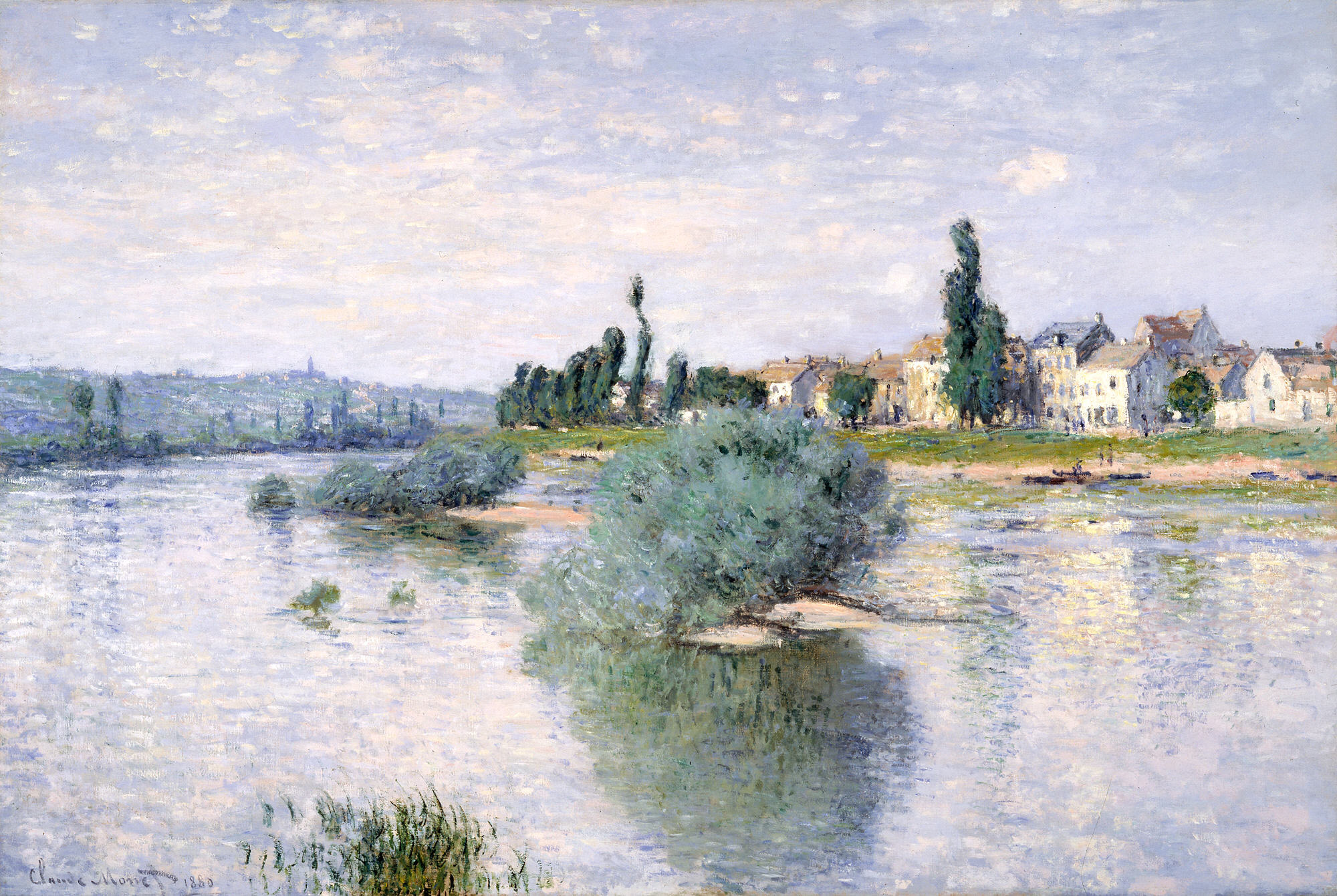
Claude Monet, La Sena a Lavacourt, 1880.
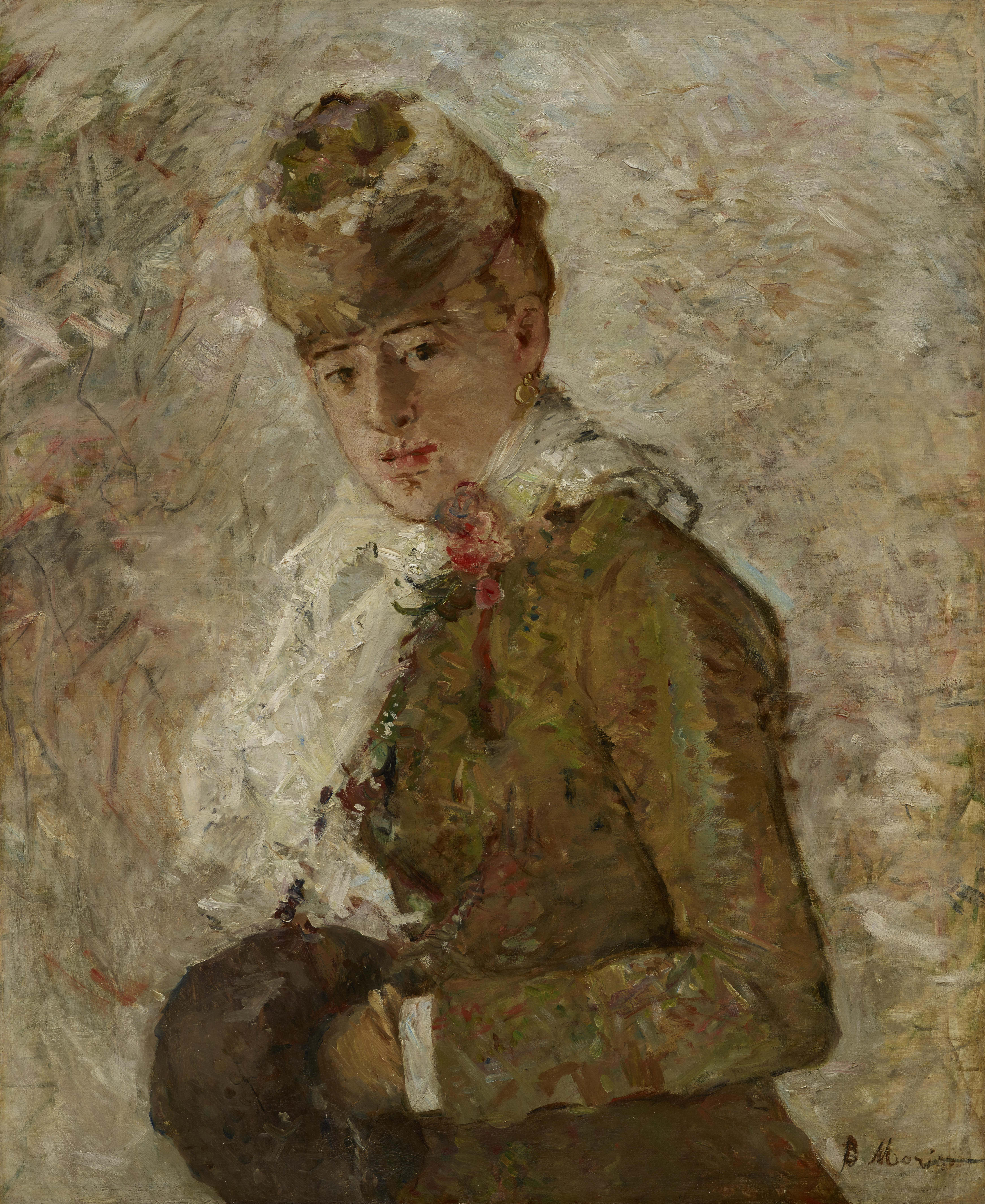
Berthe Morisot, Hivern o dona amb màniga, 1880.
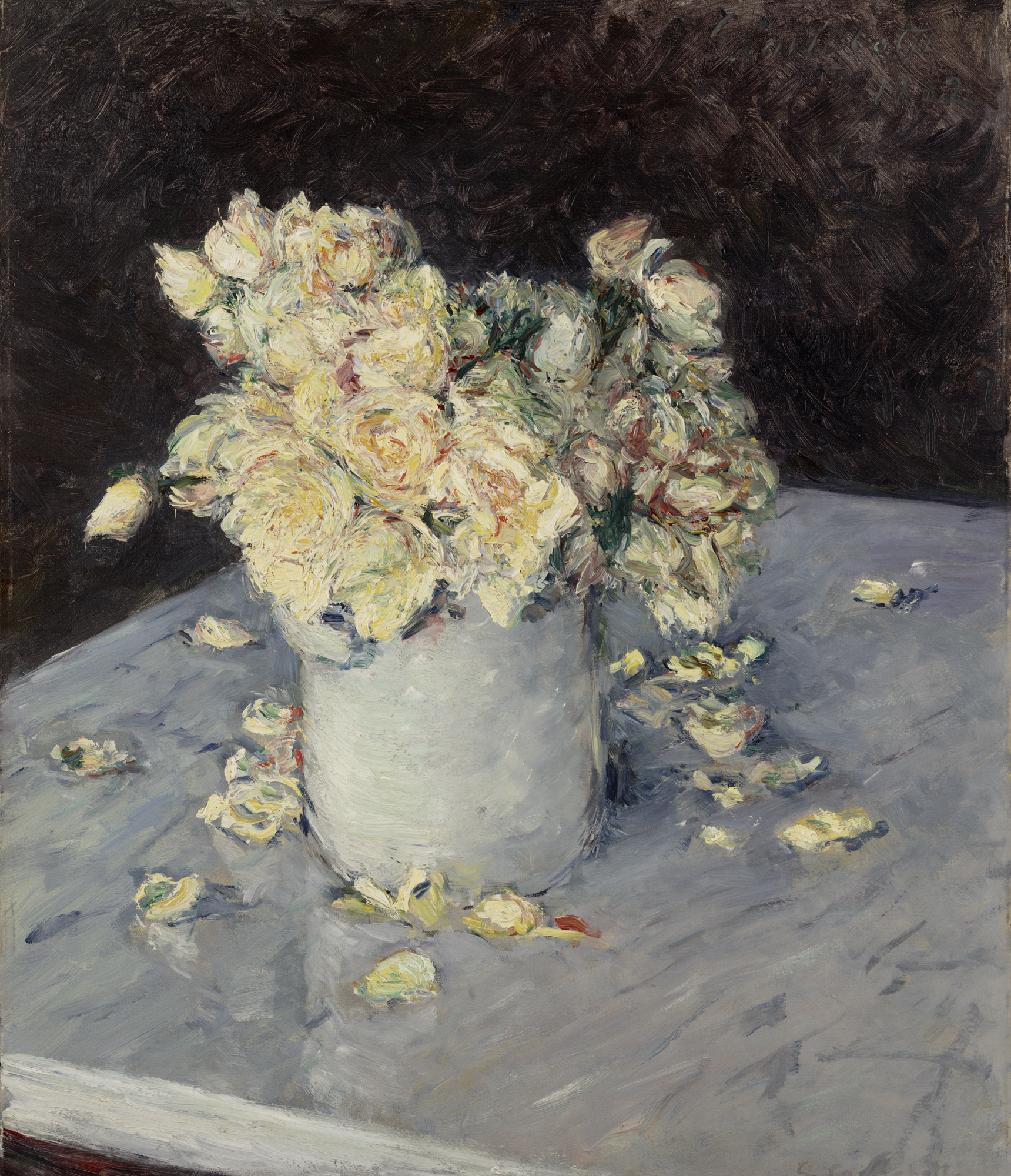
Gustave Caillebotte Roses grogues en un gerro, 1882.
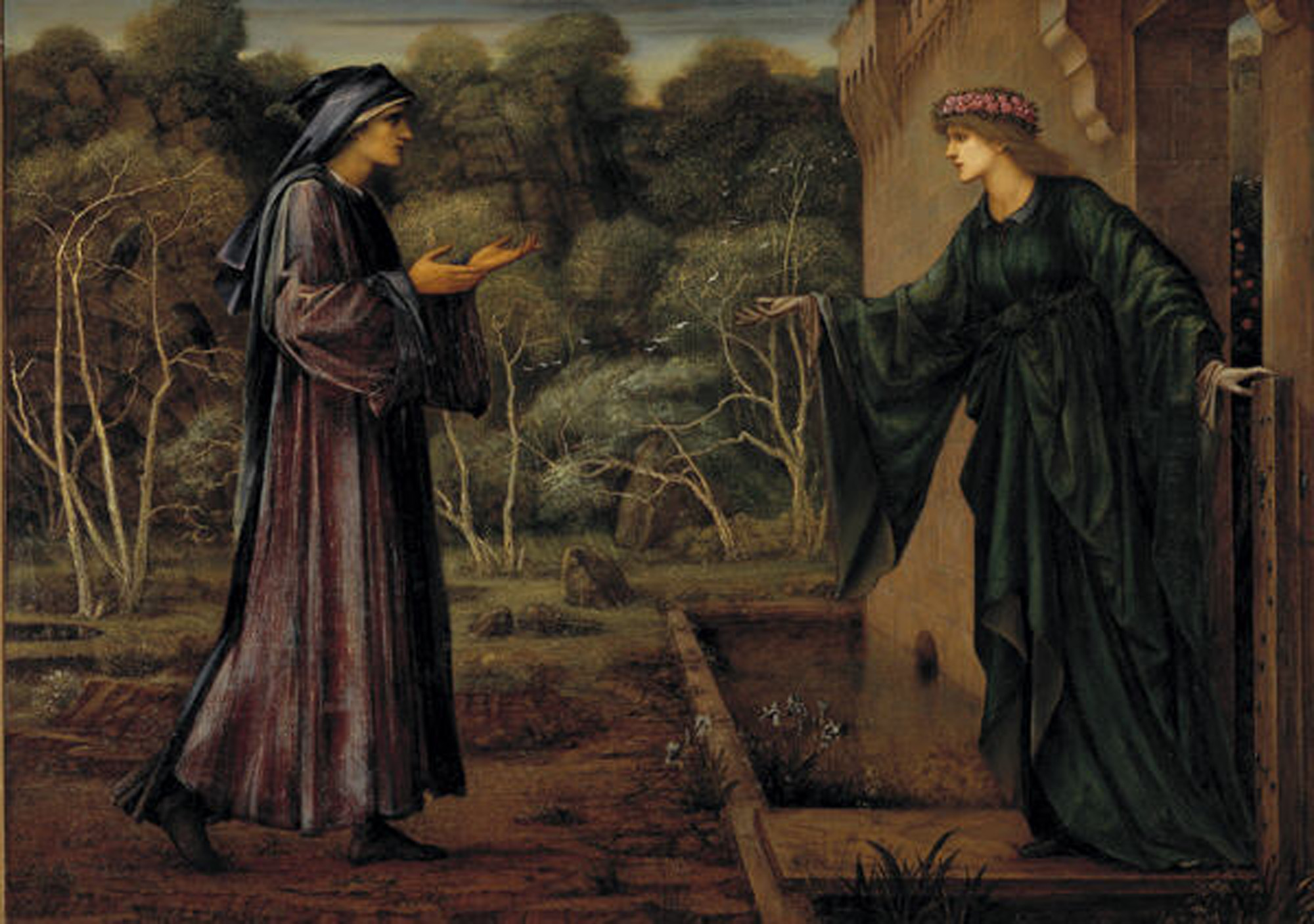
Edward Burne-Jones, El pelegrí a la porta de l'ociositat, 1884.
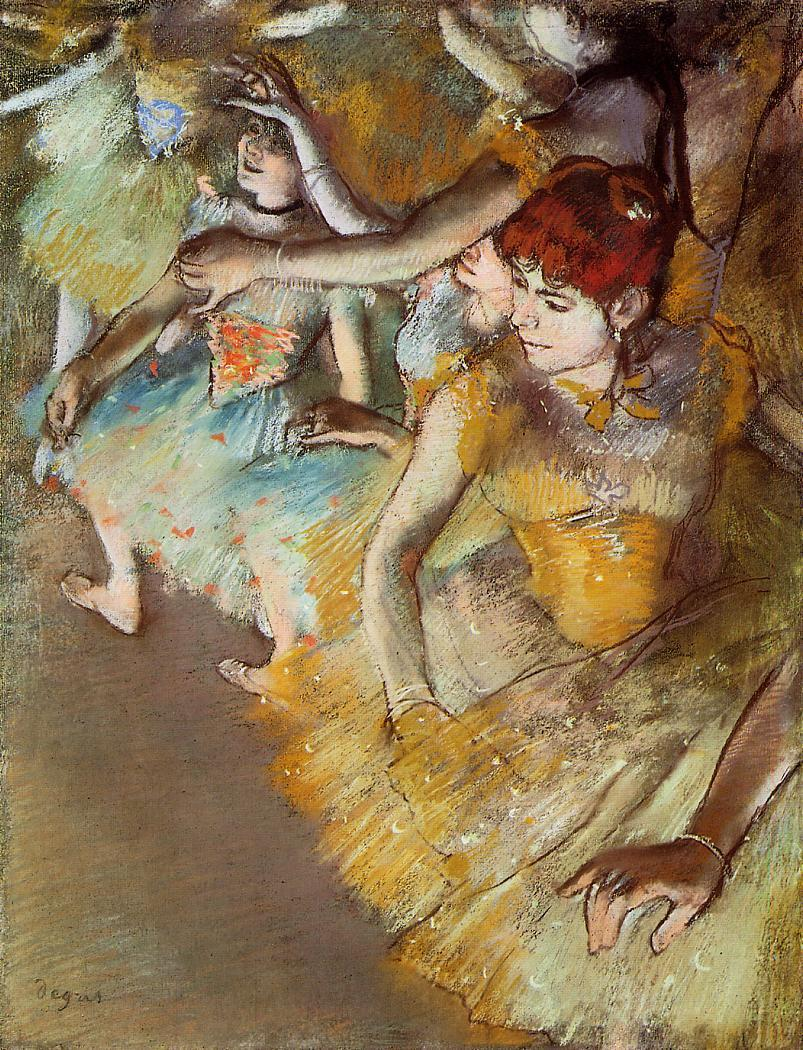
Edgar Degas, Ballarins de ballet a l'escenari, 1883.
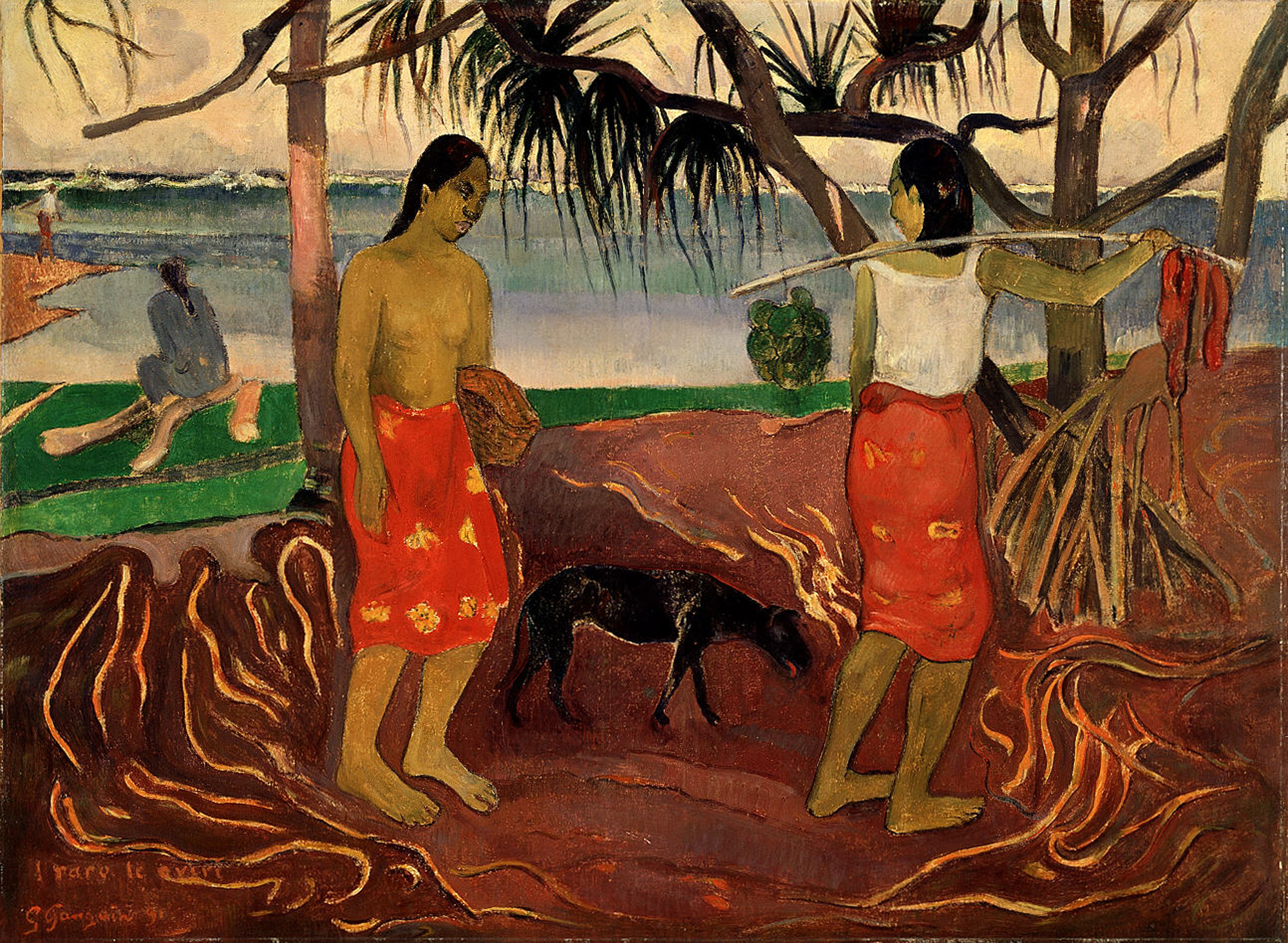
Paul Gauguin, I Raro te Oviri, 1891.
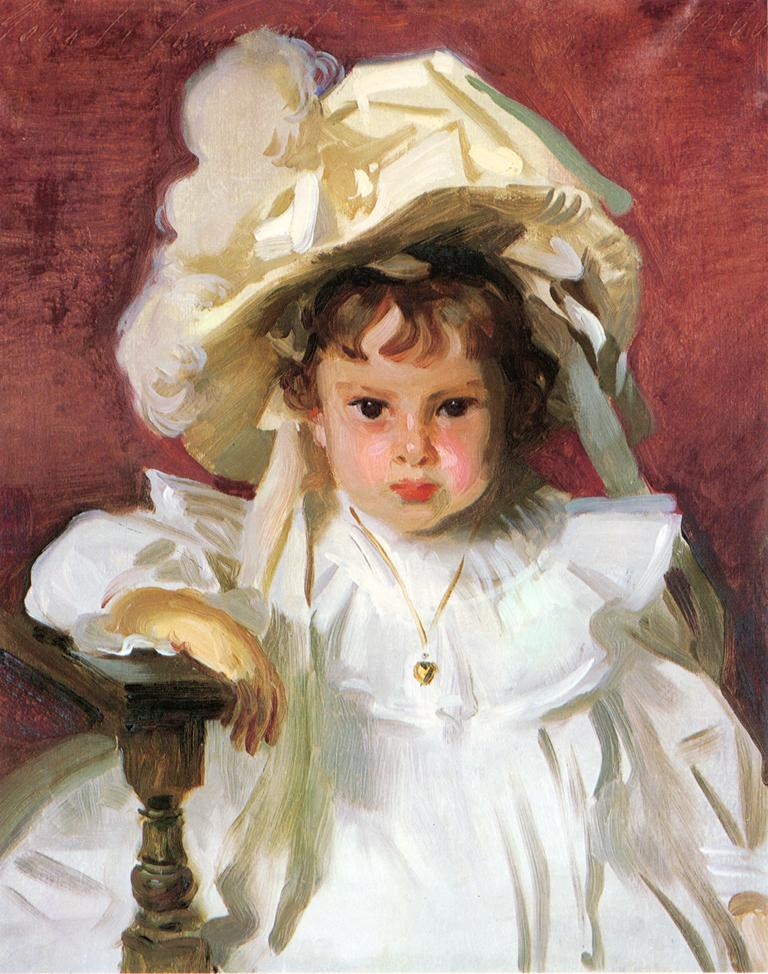
John Singer Sargent, Dorothy, 1900.
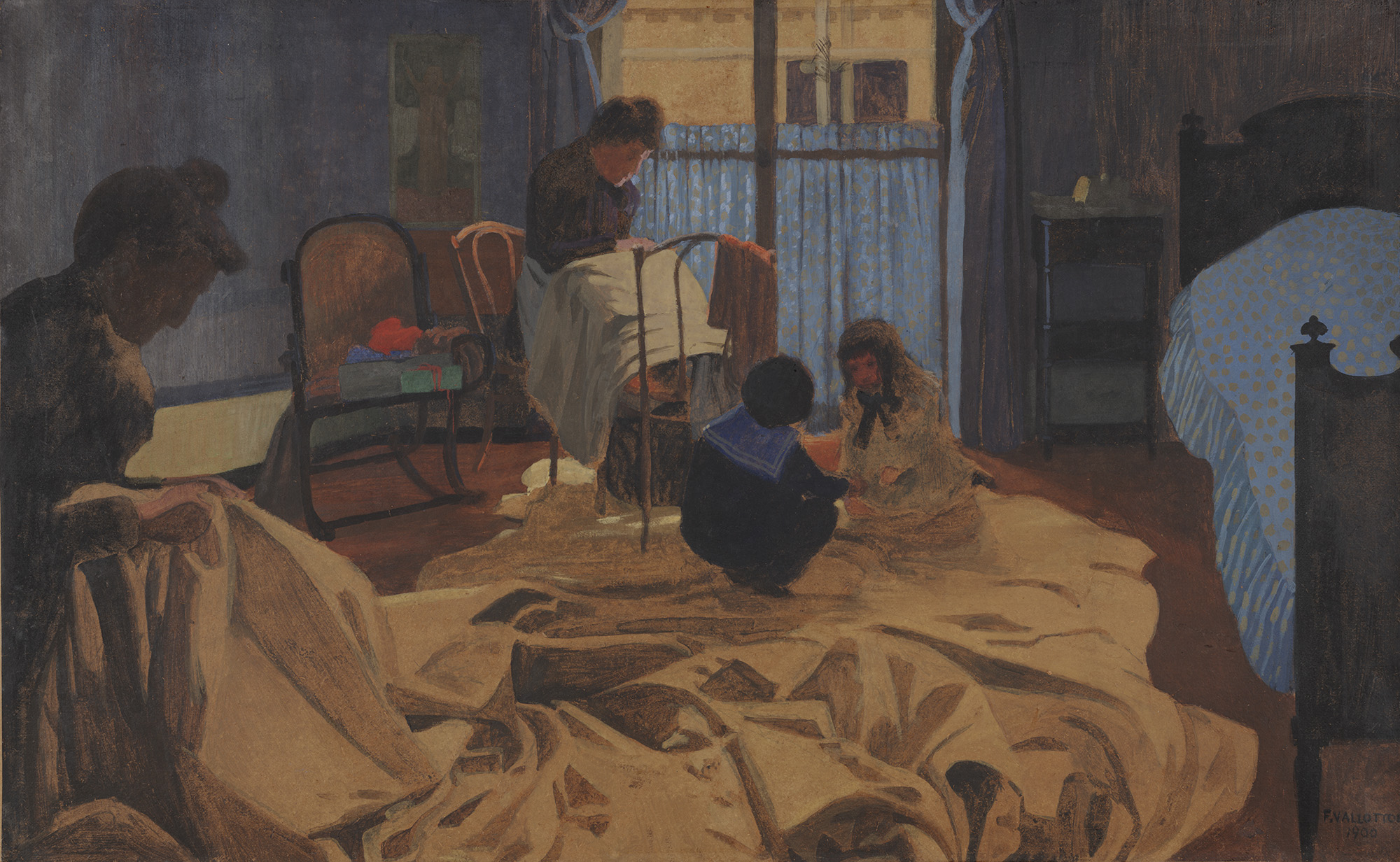
Félix Vallotton, La Lingerie, Sala Blava, 1900.
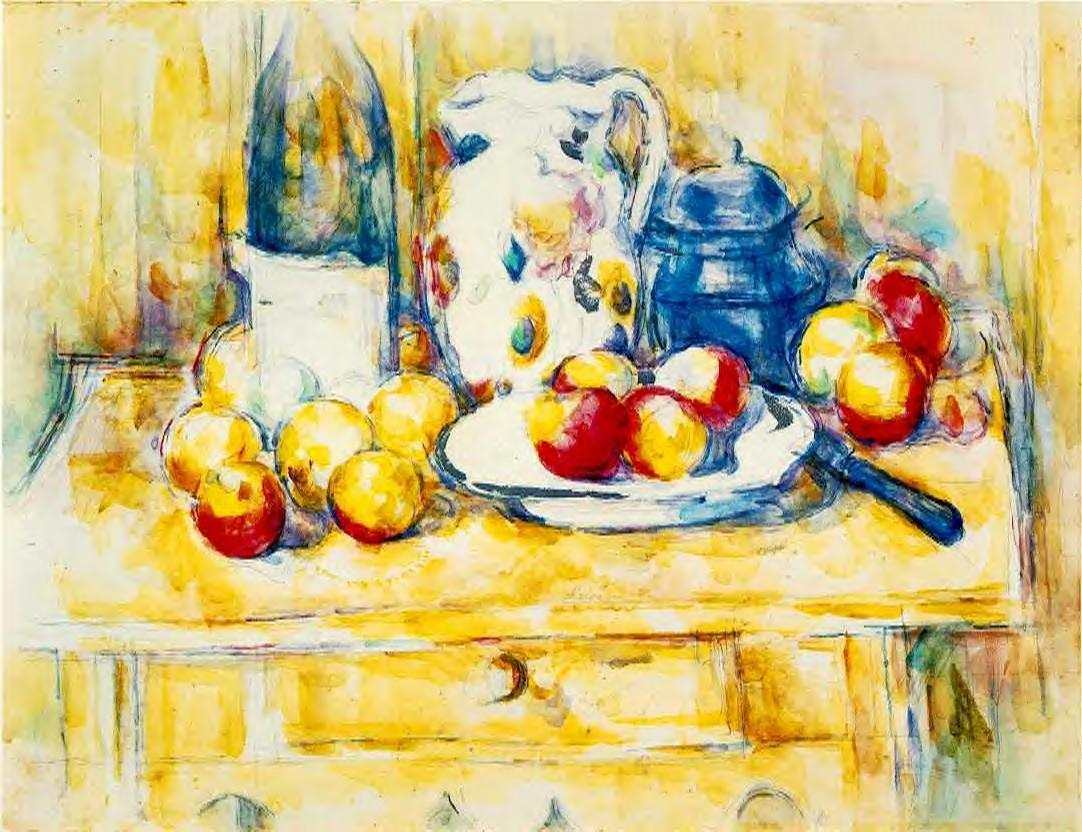
Paul Cézanne, Natura morta amb pomes i una gerra de llet, 1900-1906.
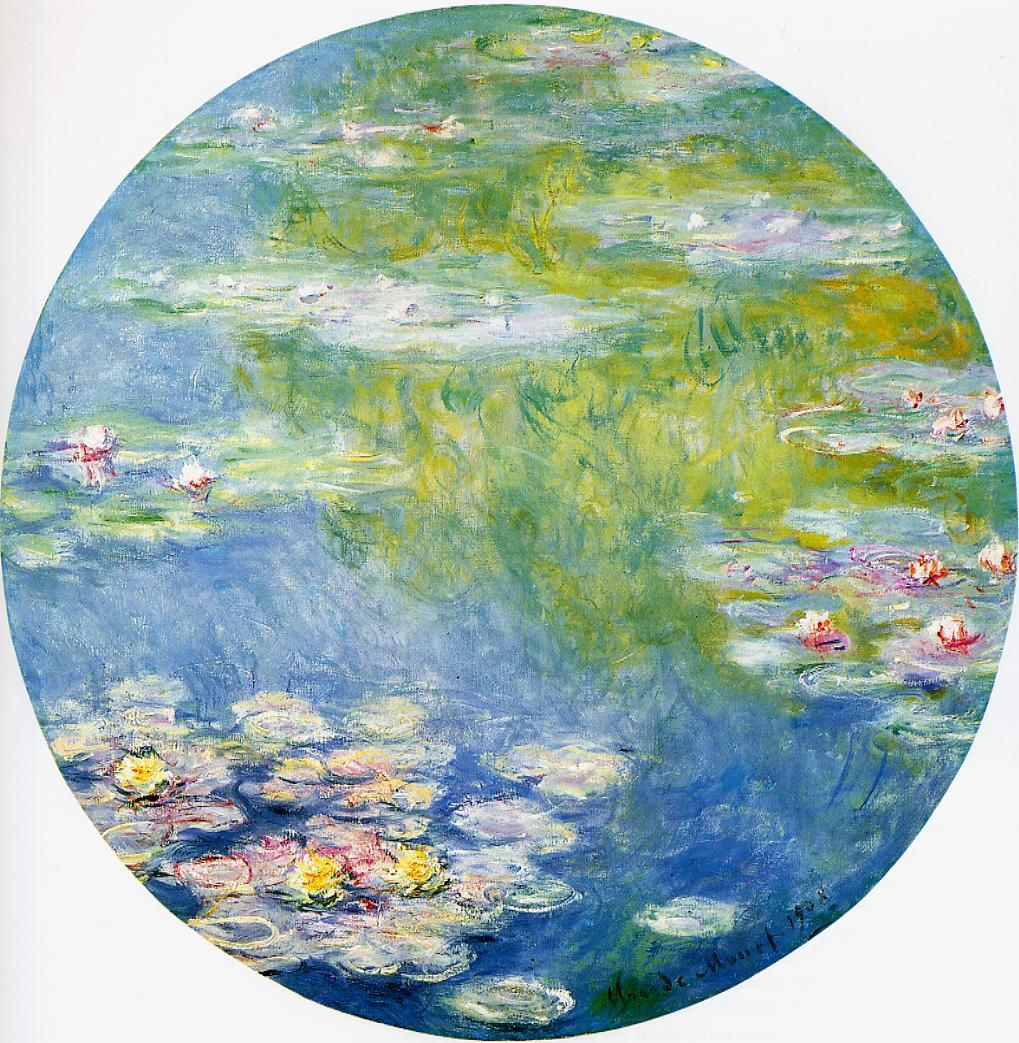
Claude Monet, Lliris d'aigua, 1908.
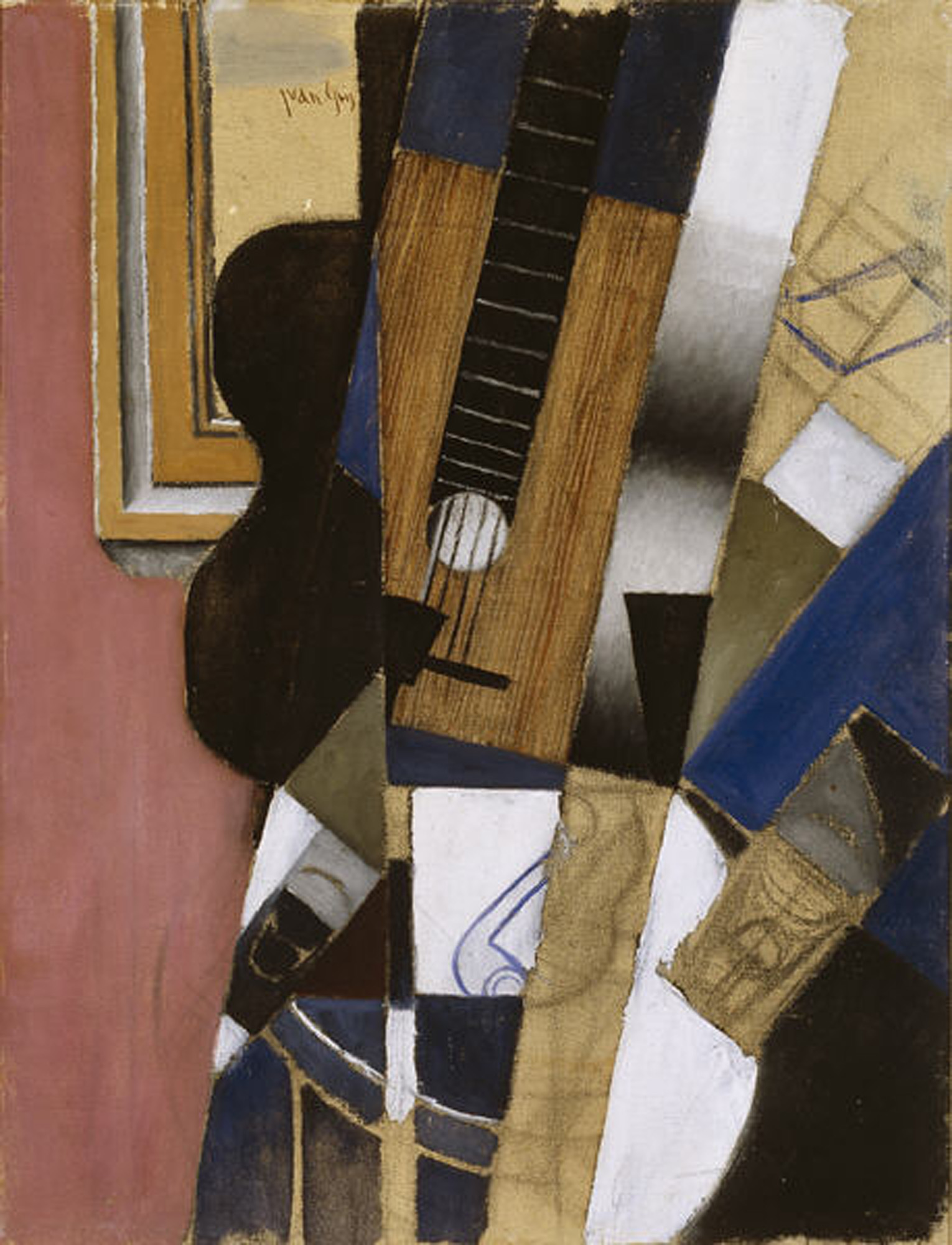
Juan Gris, Guitarra i flau, 1913.
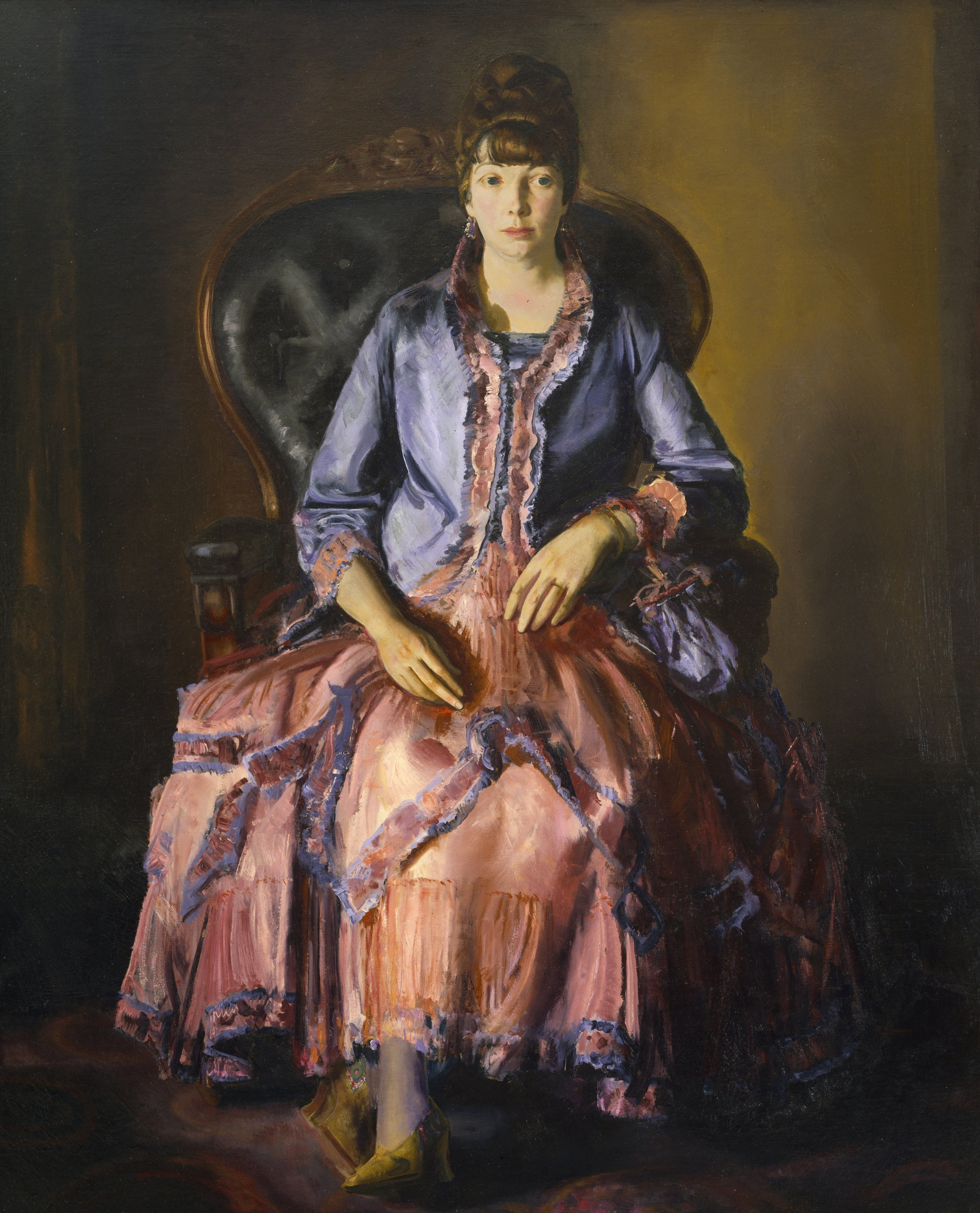
George Bellows, Emma amb un vestit morat, 1920-1923.
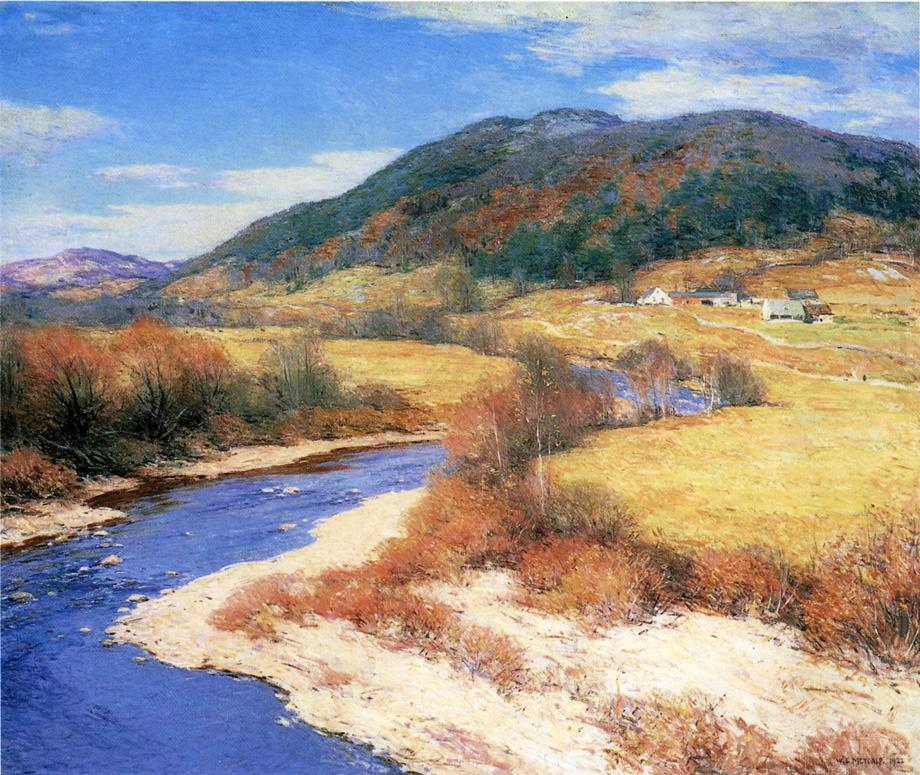
Willard Leroy Metcalf, Indian Summer, Vermont, 1922.